# Monastero di Lanzo
Monastero di Lanzo (piemonti nyelven Monasté 'd Lans, frankoprovanszálul Moutier) olasz község Piemont régióban, Torino megyében. A Lanzo-völgyek egyik kedvelt kirándulóhelye.